# Justo de Azambuja Rangel
Justo de Azambuja Rangel (Triunfo, 22 de novembro de 1835 — ?, ?) foi um político brasileiro.

## Biografia
Filho de Justo José Luiz e Rita Justina de Azambuja Rangel. Casou com Ana dos Santos Ferreira (filha de José Joaquim dos Santos Ferreira e Maria Luíza da Silva Freire). Tiveram dois filhos: Sílvio Ferreira Rangel, que foi fundador da Sociedade Nacional de Agricultura e Cecília Ferreira Rangel, que casou com o general Luiz Mendes de Moraes.
Foi 1º vice-presidente da província de São Pedro do Rio Grande do Sul no mandato de Gaspar da Silveira Martins, assumindo a presidência interinamente, de 6 a 14 de novembro de 1889.